# إذاعة فاردا
إذاعة فاردا (بالإنجليزية: Radio Farda)‏ هي إذاعة تبث برامجها باللغة الفارسية من مدينة براغ في التشيك. إذاعة فاردا هي مشروع مشترك بين إذاعة صوت أمريكا وإذاعة الحرية لإيران. يتم تمويلها من طرف الحكومة الأمريكية. تشمل برامج الإذاعة المبثوثة مجموعة واسعة من المواضيع السياسية والثقافية، وتركز بصفة خاصة على إيران.

## وصلات خارجية
- موقع إذاعة فاردا (باللغة الفارسية)